# Општински стадион Авеиро
Стадион Жозе Алваладе (порт. Estádio Municipal de Aveiro) је фудбалски стадион у Авеиру у Португалији. Стадион је дизајнирао португалијски архитекта Томас Тавеира и стадион је био један од португалијских пројеката за тада предстојеће Европско првенство у фудбалу 2004. године. Стадион има званични капацитет да прими 32.830 гледалаца, што га чини петим највећим фудбалским стадионом у Португалији.
Међу најзапаженијим фудбалским утакмицама на стадиону су две утакмице УЕФА Европског првенства 2004, пет утакмица репрезентације Португалије и једанаест утакмица Супертаца Кандидо де Оливеира (Суперкуп Португалије).

## Дизајн
Стадион Муниципал де Авеиро одликује се амбициозним дизајном који спаја једноставност и привлачност облика са живописним бојама на свим деловима стадиона. Стадион је замишљен да изазива осећај радости и позитивно утиче на атмосферу спортских догађања. Архитекта Томас Тавеира имао је визију да спољашњост стадиона обогати интензивним бојама које стварају динамичан и спектакуларан визуелни утисак. Зато стадион подсећа на велику дечију играчку састављену од многобројних шарених делова.
Полихромија и динамика стадиона се одражавају и у унутрашњости, где четири трибине имају криволинијски облик и шарена седишта која дефинишу изглед стадиона. Седишта су у различитим бојама распоређеним наизглед случајно. Црвена, зелена, жута, плава, бела и црна седишта стварају јединствену хроматску анимацију и снажан осећај динамике и веселости - чак и када је стадион празан, стиче се утисак да је забава већ почела. Различите боје су коришћене и у детаљима стадиона, од улазних капија до стубова и потпорних греда, па чак и зидови унутрашњости су обојени.
Кров доприноси хармонизацији стадиона, чинећи га сличним великој играчки. Он укључује изразито црвене челичне стубове који подржавају небеско плаве ивице. Из формалне перспективе, благо таласасти кров спаја закривљене линије трибина испод, пружајући поглед на пилоне и њихове челичне везне греде.

## Европско првенство 2004.
Следеће ЕП 2004, Група Д, утакмице су одржане на стадиону:
| Датум         | Утакмица          | Резултат |
| 15. јун 2004. | Чешка — Летонија  | 2 : 1    |
| 19. јин 2004. | Холандија — Чешка | 2 : 3    |

## Фудбалска репрезентација Португалије
Следеће утакмице репрезентације су одржане на стадиону.
| #  | Датум              | Резултат | Противник     | Такмичење                 |
| -- | ------------------ | -------- | ------------- | ------------------------- |
| 1. | 15. новембар 2003. | 1 : 1    | Грчка         | Пријатељска               |
| 2. | 8. октобар 2005.   | 2 : 1    | Лихтенштајн   | Квалификације за СП 2006. |
| 3. | 20. август 2008.   | 5 : 0    | Фарска Острва | Пријатељска               |
| 4. | 29. март 2011.     | 2 : 0    | Финска        | Пријатељска               |
| 5. | 7. септембар 2014. | 0 : 1    | Албанија      | Квалификације за ЕП 2016. |
| 6. | 7. октобар 2016.   | 6 : 0    | Андора        | Квалификације за СП 2018. |